# Adoretus melanesius
Adoretus melanesius är en skalbaggsart som beskrevs av Ohaus 1935. Adoretus melanesius ingår i släktet Adoretus och familjen Rutelidae. Inga underarter finns listade i Catalogue of Life.